# Ouragan Kyle (2008)
Pour les articles homonymes, voir Cyclone tropical Kyle.
L’ouragan Kyle est la onzième tempête tropicale et le sixième ouragan de la saison cyclonique 2008 dans l'océan Atlantique nord. Il est issu d'un perturbation tropicale qui est passée dans la partie nord des Antilles durant la troisième semaine de septembre. Elle a dérivé dans le secteur de Porto Rico et d'Hispaniola, donnant des pluies torrentielles bien qu'on ne pouvait y déceler une circulation cyclonique fermée.
Le 24 septembre, l'onde a commencé à se déplacer vers le nord et est devenue une tempête tropicale. Elle est passée au stade d'ouragan de catégorie 1 sur l'échelle de Saffir-Simpson le 27 septembre alors qu'elle se trouvait à l'ouest des Bermudes. Le 29 septembre à 00h TU (21 heures locale le 28), Kyle est passé au moment de la marée haute juste au nord de Yarmouth (Nouvelle-Écosse), son œil a touché brièvement la terre puis le système est devenu post-tropical et a traversé la baie de Fundy d'Ouest en Est. D'après les images satellitaires du 29 septembre en début de la matinée, le centre la dépression se trouvait juste au nord de l'Île-du-Prince-Édouard et elle s'est éteinte ensuite sous une dépression verticale en latitude dans le golfe du Saint-Laurent.
Kyle a donné des pluies torrentielles sur Porto Rico et Hispaniola, avant de même devenir une tempête tropicale, causant quatre morts. Les seules autres régions affectées furent les provinces maritimes du Canada et le Québec, où il a causé quelques dégâts par le vent et laissé de 50 à 100 mm de pluie.

## Évolution météorologique

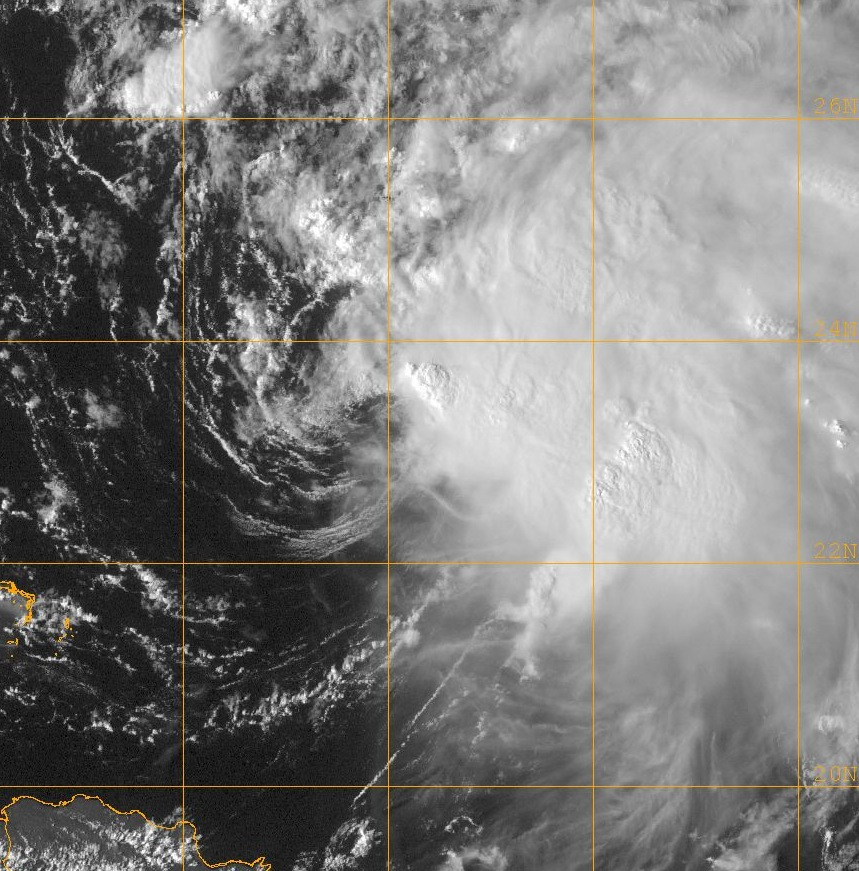
La tempête tropicale Kyle le 25 septembre

Une onde tropicale venue de la côte d'Afrique de l'ouest a traversé l'Atlantique. Elle a atteint les Petites Antilles le 18 septembre où elle fait du sur-place durant plusieurs jours,,, . Elle est passée sur la République dominicaine et ensuite Haïti les 22 et 24 septembre,. Le 25 septembre, après sept jours dans les Antilles, le système a finalement commencé à s'organiser et est devenu la tempête tropicale Kyle.
Le 26 septembre, Kyle avait pris une trajectoire vers le nord à environ 15 km/h et se trouvait à 480 à l'ouest-sud-ouest des Bermudes. Un avion de reconnaissance a estimé les vents de surface à 80 à 100 km/h et la pression fut mesurée à 997 hPa,. Les modèles de prévision numérique du temps prévoyaient un changement vers le nord-est au cours des 24 à 36 heures suivantes à cause d'un anticyclone se trouvant dans son quadrant nord.
Le 27 septembre à 09h TU, Kyle est finalement déclaré un ouragan minimal de catégorie 1 alors qu'il se trouvait à 780 km de Nantucket, Massachusetts ou 985 km au sud-sud-ouest de Yarmouth (Nouvelle-Écosse), Canada. La pression centrale était de 995 mb et les vents de 121 km/h. Le centre canadien de prévision d'ouragan a commencé à émettre des veilles d'ouragans et de tempêtes tropicales pour la Nouvelle-Écosse et les eaux adjacentes très peu de temps après
.
Le 28 septembre au matin, Kyle avait pris une allure plus désorganisée. Les photos satellites et les données d'un avion de reconnaissance montraient qu'il y avait assez de convection dans sa partie nord pour le garder au niveau d'ouragan. Cependant les vents les plus forts en altitude commençaient à montrer un décalage avec ceux en surface donnant une pente vers le nord-est dans le système ce qui devient de plus en plus défavorable à son maintien,. La trajectoire prévue était franc nord et Kyle devait passer dans la partie ouest de la baie de Fundy, traverser le Nouveau-Brunswick et se diriger vers la Gaspésie en se transformant en tempête post-tropicale et entrer en interaction avec un front au cours de la nuit du 28 au 29 septembre.

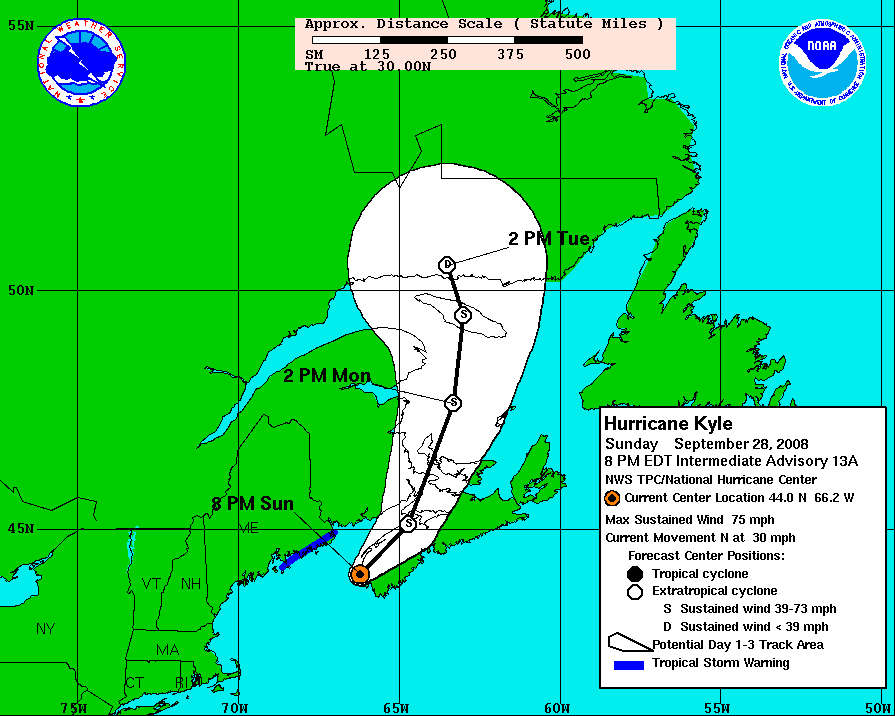
Trajectoire de Kyle après le 28 septembre 2008

Le 29 septembre à 00h TU (21 heures locale le 28), les données recueillies par bouées, satellites, bateaux et stations terrestres montrèrent que des vents de force tempête à force ouragan soufflaient toujours à proximité de l'ouragan Kyle alors qu'il se trouvait juste à l'ouest ou au nord-ouest de Yarmouth (Nouvelle-Écosse), Canada. Il se dirigeait vers le nord-est à environ 43 km/h. La couverture nuageuse associée avec le système se transformait en virgule, marquant sa transition rapide vers un cyclone extratropical en passant sur les eaux froides du Golfe du Maine, et sa trajectoire avait légèrement décalé vers l'est par rapport aux estimations précédentes. Kyle est passé au moment de la marée haute à Yarmouth qui s'est ajoutée à l'onde de tempête pour causer un sérieux ressac sur la côte de la Baie de Fundy et du sud-ouest de la Nouvelle-Écosse.
Son œil a touché brièvement la terre au nord de Yarmouth puis le système est devenu post-tropical et a traversé la baie de Fundy d'Ouest en Est, déviant de la trajectoire initialement prévue. D'après les images satellitaires du 29 septembre en début de la matinée, le centre la dépression se trouvait juste au nord de l'Île-du-Prince-Édouard. Le centre de la partie supérieure des nuages plus froids se situait au nord-est de la partie centrale en surface. La tempête s'est ensuite dirigée vers le nord du golfe du Saint-Laurent où elle s'est éteinte sous une dépression verticale en latitude, une fin plutôt inhabituelle pour une tempête post-tropicale.

## Préparatifs

### Antilles
Le 22 septembre, trois jours avant de devenir la tempête tropicale Kyle, le système a donné des quantités importantes de pluie dans l'est des Antilles. Des alertes aux crues subites ont été émises à Porto Rico et dans les îles Vierges britanniques.
En République dominicaine, une alerte verte a été émise pour certaines régions le 22. Le 23, les autorités sont passées à l'alerte jaune pour huit provinces ainsi qu'à l'alerte rouge pour huit autres. L'évacuation a été ordonnée pour les régions vulnérables de San Pedro de Macoris, La Romana, Barahona et San Jose de Ocoa.
En Haïti, frappé successivement par la tempête tropicale Fay puis les ouragans Gustav, Ike et Hanna au cours des semaines précédentes, les alertes de pluie abondante ont été émises le 23 septembre.

### Bermudes
Tôt le 26 septembre, la tempête tropicale Kyle s'approchant des Bermudes, les autorités locales ont émis des veilles de tempêtes. Plus tard ce même jour, la veille est devenue une alerte cyclonique ainsi que des avis de vagues dangereuses pour les plages. Les avertissements ont été levés le 27 septembre à 17h locale.

### États-Unis
Le 27 septembre, l'État du Maine a émis la première veille à l'ouragan en dix-sept ans alors que la trajectoire prévue faisait passer Kyle près de la côte. Le porte-parole de la compagnie d'électricité Bangor Hydro-Electric, couvrant la portion est de l'État, a déclaré que des pannes électriques étaient à prévoir et des équipes supplémentaires de monteurs de lignes avaient été rappelées au travail

### Canada
Dès le 27 septembre, le centre de prévision des provinces maritimes du Service météorologique du Canada a émis des veilles d'ouragan et de tempête tropicale pour les sud-ouest de la Nouvelle-Écosse, dans la région de Yarmouth. Ces veilles ont été transformées en alertes cycloniques le 28 au matin et ont été étendues au sud-ouest du Nouveau-Brunswick,. D'autre part, des avertissements de pluies abondantes et de vents violents ont été émis pour la majorité des régions de la Nouvelle-Écosse et du sud du Nouveau-Brunswick. Des avertissements de pluie de 50 à 100 mm étaient émis également pour le nord du Nouveau-Brunswick et l'est du Québec, dont la Gaspésie.
Des pannes électriques et des inondations étaient à craindre mais le Centre canadien de prévision d'ouragan, prévoyait cependant que Kyle devait causer moins de dommages que l'ouragan Juan en 2003. Les eaux au large des provinces maritimes étaient en effet plus froides en 2008 ce qui devait couper la source d'énergie du cyclone tropical. Les pêcheurs ont triplé leurs amarres pour protéger leurs bateaux, dont la valeur peut parfois être de 1 million $CAN, l'œil de l'ouragan devant frapper les côtes à marée haute et en période de grandes marées.

## Impacts

### Porto-Rico et Hispaniola

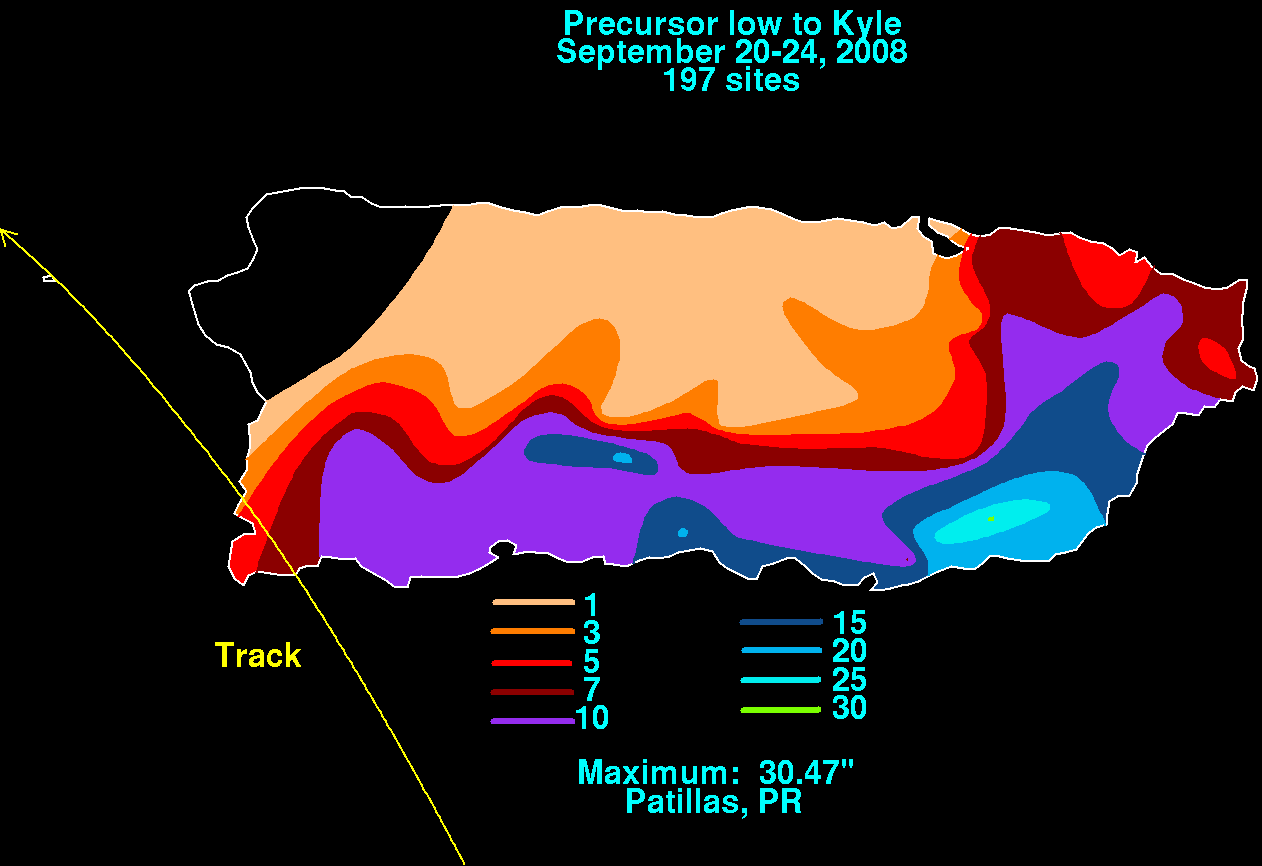
Accumulation totale de pluie à Porto Rico
(1 pouce =25,4 mm)

Alors que le système n'était pas encore une tempête tropicale, il donnait des pluies diluviennes à Porto Rico et des vagues de 3 mètres. Avec localement plus de 760 millimètres d'accumulation, les rivières ont débordé et inondé les zones basses. Quatre personnes ont perdu la vie par noyade dans l'île, plusieurs routes ont été coupées par des coulées de boue et les écoles ont été fermées,. Les dommages à l'agriculture ont été estimés à environ 14 millions $US.
La République dominicaine a également eu des fortes pluies alors qu'Haïti a été en grande partie épargnée. Aucun dommage ou mort n'ont été signalés dans ces deux pays.

### Maine
Dans le sud-est de l'État américain du Maine, il est tombé jusqu'à 150 mm de pluie en trois jours avec une dépression initiale suivi de Kyle. La situation a été décrite comme étant similaire au passage des tempêtes du Cap Hatteras, sans la neige, une situation coutumière dans cette région en hiver.

### Canada
Le 28 septembre à 21h00 locale (00h TU le 29), Kyle a touché terre juste au nord de Yarmouth (Nouvelle-Écosse). Il atteignait à peine la catégorie 1 de l'Échelle de Saffir-Simpson. On a signalé des rafales de 124 km/h à Pointe-Baccara, dans le comté de Shelburne. Un navire de la garde côtière canadienne, juste au large de la côte, a aussi signalé au centre météorologique d'Halifax des vents soufflant en rafales à 154 km/h. Des arbres sont tombés dans la région autour de Yarmouth et du sud-ouest de la Nouvelle-Écosse, un bateau s'est rempli d'eau dans un port du comté de Shelburne et il y a eu des pannes électriques.
Les rapports montrent qu'en général il est tombé de 50 à 80 millimètres de pluie sur la côte de la baie de Fundy au Nouveau-Brunswick, avec un maximum de 107 millimètres à Grand Manan, et de 20 à 40 mm du côté de la Nouvelle-Écosse et à l'Île-du-Prince-Édouard. Dans le reste du Nouveau-Brunswick, entre 40 et 60 millimètres de pluie sont tombés. Au Québec, les régions entre Mont-Joli et Gaspé, sur la rive sud du fleuve Saint-Laurent, et de la Basse-Côte-Nord ont reçu de 50 à 70 mm de pluie. La station automatique de Cap d'Espoir, près de Percé, a reçu la plus grande quantité avec 74 mm,.
Les vents violents et les fortes pluies ont provoqué plusieurs pannes électriques ainsi que des dommages à des bâtiments. L'onde de tempête et les fortes vagues ont causé quelques inondations par endroits le long de la côte des comtés de Yarmouth et de Shelburne. Environ 50 000 abonnés ont été privés de courant en Nouvelle-Écosse. et quelques pannes de courant ont été signalées dans les secteurs de Sussex, de Rothesay et de Moncton au Nouveau-Brunswick. À Saint-Jean, presque aucune inondation majeure de domicile n'a été signalée mais plusieurs vols ont dû être annulés à l'aéroport et le traversier assurant la liaison avec Digby (Nouvelle-Écosse) a été interrompu temporairement lors du passage de Kyle. Des résidents de l'Île-du-Prince-Édouard ont également été privés d'électricité et le pont de la Confédération, entre le Nouveau-Brunswick et l'île, a été fermé durant la période de grands vents.